# Incidente della VSS Enterprise
L’incidente della VSS Enterprise è avvenuto il 31 ottobre 2014, quando la VSS Enterprise, un velivolo sperimentale Scaled Composites SpaceShipTwo della compagnia Virgin Galactic, ha subito un cedimento strutturale durante un volo di prova sopra il deserto del Mojave, in California. Il copilota Michael Alsbury è rimasto ucciso e il pilota Peter Siebold ha riportato ferite gravi.

## Storia del velivolo
Il velivolo, immatricolato negli Stati Uniti con codice di registrazione N339SS, era un aeromobile sperimentale Scaled Composites Model 339 SpaceShipTwo, l'unico costruito in quel momento. Era il primo di 12 velivoli ordinati dalla Virgin Galactic ed effettuò il suo primo volo nell'ottobre 2010, pur rimanendo attaccato alla nave madre White Knight Two.
Il 29 aprile 2013 fece il suo primo volo con propulsione autonoma, separandosi dalla nave madre ad un'altezza di 14000 m e raggiungendo un'altezza massima di 17000 m e la velocità di Mach 1,2 (1480 km/h).
Un secondo Scaled Composites Model 339 SpaceShipTwo, chiamato VSS Unity, è stato immatricolato nel febbraio 2016.

## Incidente
Il 31 ottobre 2014 la VSS Enterprise è precipitata nel deserto del Mojave vicino al paese di Cantil, in California. Il velivolo stava effettuando un volo di prova, il quarto con propulsione autonoma, ed era decollato dallo Spazioporto di Mojave attaccato alla nave madre VMS Eve. Si trattava del primo volo di prova propulso dopo 9 mesi e includeva il primo test di volo di un nuovo motore a razzo ibrido, che usava un combustibile solido a base di nylon e ossido di diazoto come comburente. Era il 35º volo autonomo del velivolo e il 55º in assoluto. L'equipaggio della VSS Enterprise era composto dal pilota Peter Siebold e dal copilota Michael Alsbury.
Secondo la ricostruzione del National Transportation Safety Board (NTSB), la SpaceShipTwo si è separata dalla nave madre e ha acceso i nuovi motori normalmente. Circa 11 secondi dopo, il velivolo si è spezzato improvvisamente, creando una scia di detriti lunga 56 km. Testimoni hanno riferito di aver visto un paracadute prima dello schianto. Il copilota Michael Alsbury è deceduto nell'incidente, mentre il pilota Peter Siebold è sopravvissuto riportando ferite gravi ed è stato portato in un ospedale a Lancaster. La nave madre VMS Eve è atterrata senza problemi.
Le iniziali supposizioni, che vedevano i nuovi motori come la causa dell'incidente, sono state smentite quando i motori e i serbatoi del carburante sono stati ritrovati intatti, indicando che non vi era stata un'esplosione causata dal carburante.
Un'indagine preliminare ha rilevato che gli aerofreni del velivolo si sono aperti troppo presto. Due secondi dopo, mentre i sistemi propulsivi erano ancora attivi, il velivolo si è disintegrato. Gli aerofreni necessitavano di due comandi separati per aprirsi: uno per lo sblocco e uno per il loro dispiegamento; il copilota Michael Alsbury li ha sbloccati, ma il comando per dispiegarli non è stato attivato, segno che la loro apertura non è stata intenzionale. Gli stessi aerofreni erano già stati aperti a velocità supersoniche in voli precedenti, ma a velocità più bassa o con una minore densità dell'aria.
È stato il primo incidente con vittime accaduto ad un veicolo spaziale durante il volo dal disastro dello Space Shuttle Columbia nel 2003 e il primo in assoluto nel quale c'è stato un superstite. Nonostante il pilota Peter Siebold non indossasse una tuta pressurizzata, è sopravvissuto alla disintegrazione del velivolo ad un'altezza di circa 15 km grazie all'apertura automatica del suo paracadute.

## Indagini

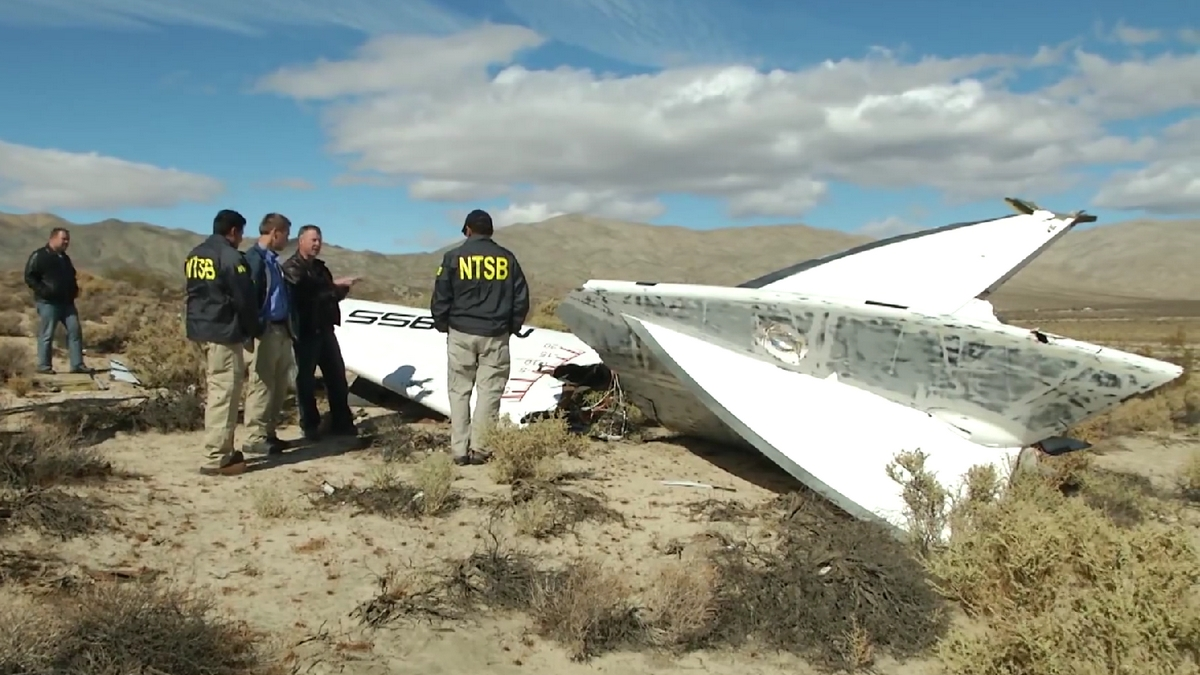
Personale dell'NTSB mentre ispeziona i rottami del velivolo sul luogo dell'incidente.

Le indagini del National Transportation Safety Board sono cominciate il giorno stesso dell'incidente. È stato appurato che gli aerofreni erano stati sbloccati ad una velocità di poco superiore a Mach 1, e si erano successivamente dispiegati da soli senza che fosse stato dato il comando necessario.
Dopo alcuni mesi di indagini, l'NTSB ha dichiarato in un'audizione e in un successivo comunicato stampa che la causa dell'incidente era da attribuirsi a diversi fattori, tra cui misure di sicurezza inadeguate, insufficiente addestramento dei piloti, mancanza di controlli da parte dell'ente pubblico e insufficiente esperienza di uno dei piloti. Gli investigatori hanno determinato che il copilota ha sbloccato prematuramente una parte mobile della coda del velivolo, circa 10 secondi dopo che la SpaceShipTwo ha acceso il motore e mentre stava superando il muro del suono, causando il cedimento strutturale del velivolo. L'NTSB ha anche accertato che la Scaled Composites, che ha progettato il velivolo, non ha inserito un sistema di sicurezza che potesse prevenire il dispiegamento accidentale degli aerofreni in caso di errore del pilota.

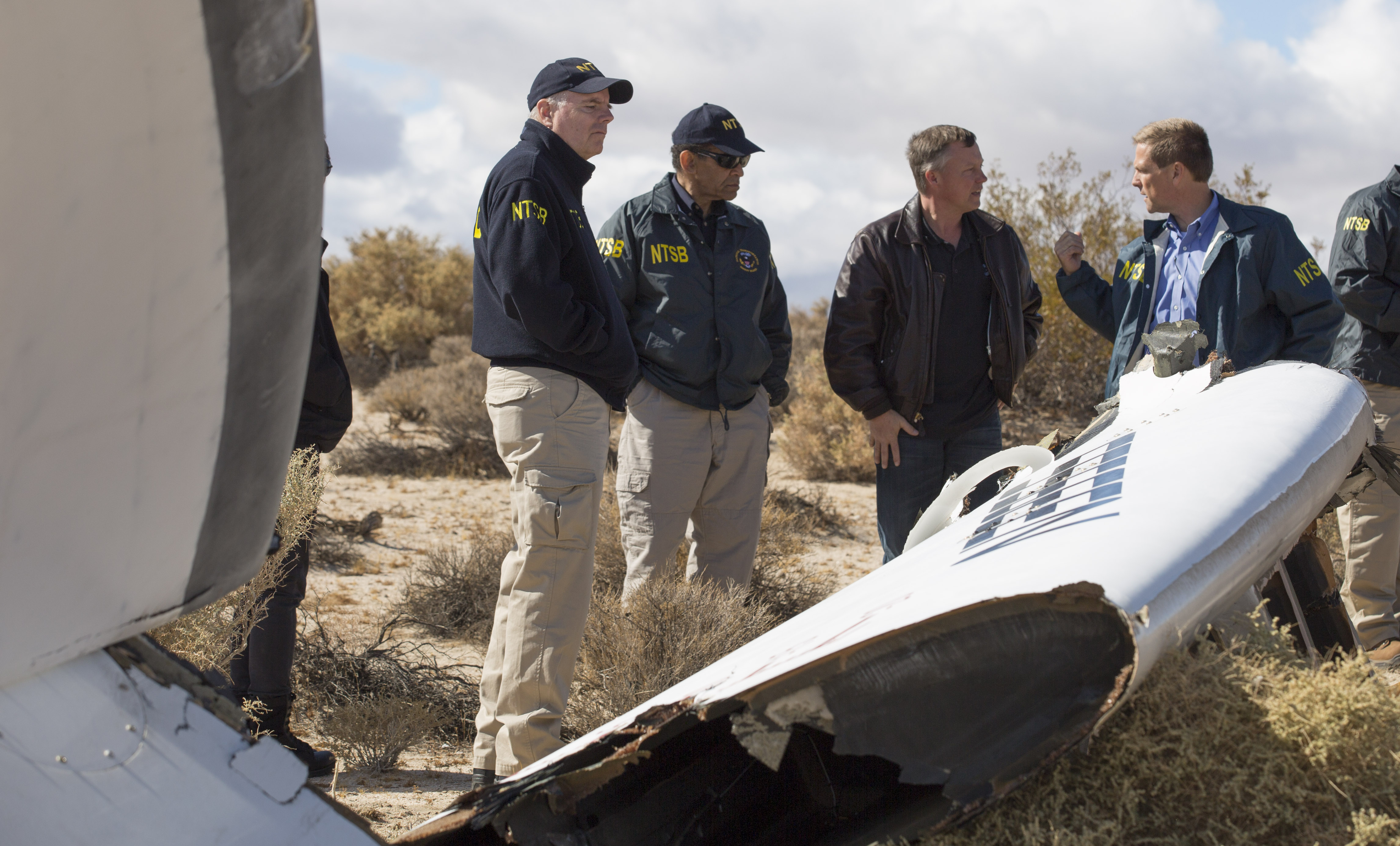
Lo staff dell'NTSB parla con il pilota della Virgin Galactic Todd Ericson

Nel rapporto finale dell'NTSB è riportato che gli aerofreni sono stati sbloccati mentre il velivolo si trovava a Mach 0,92 e stava accelerando, 9 secondi dopo il rilascio dalla nave madre e 14 secondi prima di raggiungere Mach 1,4, la minima velocità alla quale le superfici mobili sulla coda del velivolo potevano essere sbloccate in base ai progetti. La telemetria e le registrazioni audio e video nella cabina di pilotaggio mostrano che il copilota Michael Alsbury annuncia lo sblocco alla velocità di Mach 0,92, e il cedimento strutturale avviene nei successivi 4 secondi. Gli aerofreni, progettati dall'ingegnere Burt Rutan, dovevano essere dispiegati al raggiungimento della massima altitudine per aumentare la resistenza aerodinamica e rallentare la discesa del velivolo. Il sistema funziona ruotando la doppia coda del velivolo verso l'alto di circa 65 gradi. Quando il velivolo si trova in regime transonico tra Mach 0,85 e Mach 1,34, le forze aerodinamiche spingono la coda verso l'alto; se le superfici mobili della coda sono sbloccata all'interno di questo intervallo di velocità ci solo due attuatori a tenere blocca la coda stessa, che tuttavia nel volo del 31 ottobre 2014 non sono stati sufficienti a impedirne la rotazione.
Gli investigatori hanno dichiarato che i progettisti del velivolo si sono affidati eccessivamente alla competenza dei piloti, non prendendo in considerazione la possibilità che essi potessero commettere un errore. In aeronautica, il fatto che un singolo errore umano possa portare alla distruzione del velivolo denota gravi deficienze progettuali. Inoltre la documentazione e i manuali di volo non danno informazioni sul rischio di sblocco degli aerofreni al di sotto di Mach 1,4. L'NTSB ha anche criticato la Federal Aviation Administration per non avere dato sufficiente importanza ai fattori umani nella nascente industria del volo spaziale commerciale.

## Sviluppi successivi
Il secondo velivolo della classe SpaceShipTwo, la VSS Unity, è stata presentata il 19 febbraio 2016 da Scaled Composites e Virgin Galactic. Le due aziende hanno annunciato che il nuovo velivolo è dotato di un sistema automatico che impedisce lo sblocco degli aerofreni in condizioni di volo non sicure. Un avviso sui rischi dello sblocco prematuro delle superfici mobili è stato inoltre aggiunto ai manuali di volo e alle liste di controllo.

## Reazioni
L'amministratore delegato di Virgin Galactic, George T. Whitesides, in una conferenza stampa successiva all'incidente, ha affermato che "lo spazio è difficile e oggi è stata una giornata difficile". Il fondatore della Virgin Richard Branson ha dichiarato dopo l'incidente: "Comprendiamo i rischi coinvolti e non andremo avanti alla cieca: farlo sarebbe un insulto per tutte le persone colpite da questa tragedia. Impareremo da cosa è andato storto". , scoprire come possiamo migliorare la sicurezza e le prestazioni e poi andare avanti insieme" e "Lo spazio è difficile, ma ne vale la pena."
Michael Moses, responsabile delle operazioni di Virgin Galactic, ha ammesso le tensioni tra le ottimistiche proiezioni di Richard Branson e i persistenti ostacoli che hanno sfidato gli esperti tecnici dell'azienda. "C'è una differenza tra il lato marketing e quello tecnico dell'azienda", ha affermato Moses il 10 novembre 2014.
L'Associazione Internazionale per l'Avanzamento della Sicurezza Spaziale (IAASS) ha criticato pesantemente la Virgin Galactic poche ore dopo l'incidente. Tommaso Sgobba, direttore esecutivo dello IAASS, ha affermato che Virgin Galactic si è rifiutata di consentire agli scienziati dello IAASS di rivedere le sue procedure e ha snobbato le riunioni del settore. Sgobba, l'ex capo della sicurezza di volo dell'Agenzia spaziale europea, ha affermato il 6 novembre 2014 che le migliori pratiche del settore richiedono che gli operatori creino una "tolleranza ai due guasti", o garanzie sufficienti per sopravvivere a due guasti separati e non correlati: due errori umani, due errori meccanici o uno di ciascuno.
Diversi dipendenti chiave si erano dimessi dalla Virgin Galactic nell'anno precedente l'incidente, tra cui il vicepresidente della sicurezza, Jon Turnipseed, e il vicepresidente della propulsione, Thomas Markusic.

## Nella cultura di massa
L'incidente è stato descritto in "Alla velocità della luce" (stagione 18, episodio 6) della serie televisiva canadese Indagini ad alta quota.